# Warbirds
Warbirds – amerykański film fabularny z 1989 roku.

## Obsada
- James Eldert jako Billy Hawkins
- Cully Holland jako Vince Costello
- Bill Brinsfield jako płk. Ronson
- Timothy Hicks jako Jim Harris
- Joanne Watkins jako Carolyn
- Rick Anthony Munroe jako Salim
- Stephen Quadros jako Jeff Finks
- David Schroeder jako VanDam
- Don Hibdon jako Rick Stevens
- Javad Pishvaie jako szejk Ali